# Барвиха (платформа)
Барви́ха — остановочный пункт на тупиковом ответвлении Кунцево I — Усово Белорусского направления Московской железной дороги в Одинцовском районе Московской области. Находится вблизи Рублёво-Успенского шоссе. Код в АСУЖТ — 181846.

## История
Линия Рабочий Посёлок — Усово сооружена в 1926 году. В 1927 году была сооружена пассажирская платформа на современном месте. В 1957 году линия была электрифицирована.
В 2005 году на остановках Ромашково, Усово, Раздоры, Барвиха и Ильинское были закрыты билетные кассы, после чего на линии стали работать разъездные билетные кассиры.
В 2012 году была начата реконструкция платформы, завершена к июлю 2014 года.
В 2023 году на территории остановочного пункта установлены валидаторы.

## Описание
Состоит из одной боковой платформы, используемой для движения в обоих направлениях.
Самые дальние точки беспересадочного сообщения: на запад — Усово, на восток — Белорусский вокзал. Время движения от Белорусского вокзала составляет около 38 минут. С октября 2018 года линия обслуживается поездами ЭГ2Тв «Иволга», часть из которых является экспрессами.
Линия Рабочий Посёлок — Усово не раз планировалась к закрытию для расширения Рублёво-Успенского шоссе.